# Не веруј својим очима
Не веруј својим очима (енгл. Behind Her Eyes) британска је мини-серија коју је створио Стив Лајтфут за Netflix. Темељи се на истоименом роману Саре Пинборо. Приказана је 17. фебруара 2021. године. Главне улоге глуме: Симона Браун, Том Бејтман, Ив Хјусон и Роберт Арамајо.

## Синопсис
Започевши авантуру са својим шефом психијатром и потајно се спријатељивши с његовом загонетном женом, самохрана мајка залази у свет манипулација и сплетки.

## Улоге
| Глумац         | Улога              |
| -------------- | ------------------ |
| Симона Браун   | Луиза Барнсли      |
| Ив Хјусон      | Адел Фергусон      |
| Том Бејтман    | др Дејвид Фергусон |
| Роберт Арамајо | Роб Хојл           |
| Тајлер Хауит   | Адам               |
| Џорџи Глен     | Сју                |
| Никола Берли   | Софи               |
| Рошан Сет      | др Шарма           |
| Нила Алија     | Гита Шарма         |
| Ева Бертистл   | Меријен            |

## Епизоде
| Бр. еп. | Наслов                | Редитељ            | Сценариста    | Премијера         |
| --- | --------------------- | ------------------ | ------------- | ----------------- |
| 1 | Случајни сусрети      | Ерик Рихтер Странд | Стив Лајтфут  | 17. фебруар 2021. |
| За Луизу, која је опет уздрмана кошмарима, проливено пиће у бару заврши чудним даном на послу. Дејвид упозна Адел с новим колегама.           |                       |                    |               |                   |
| 2 | Луцидни снови         | Ерик Рихтер Странд | Стив Лајтфут  | 17. фебруар 2021. |
| Након увида у приватни живот Дејвида и Адел и погледа на Робов дневник снова, Луиза остаје с пуно неодговорених питања.                       |                       |                    |               |                   |
| 3 | Прва врата            | Ерик Рихтер Странд | Анџела Ламана | 17. фебруар 2021. |
| Иако зна да то није паметна идеја, Луиза се зближи и с Дејвидом и с Адел те се све више спетља у њихов напети и компликовани брак.            |                       |                    |               |                   |
| 4 | Роб                   | Ерик Рихтер Странд | Анџела Ламана | 17. фебруар 2021. |
| Оптужба за насиље могла би уништити Дејвидов живот, а њега и Луизу дочека још шокантних вести од Адел.                                        |                       |                    |               |                   |
| 5 | Друга врата           | Ерик Рихтер Странд | Стив Лајтфут  | 17. фебруар 2021. |
| Упркос Дејвидовим упозорењима, Луиза се не може престати бринути за Адел, која посеје семе сумње око догађаја с Робом на имању њене породице. |                       |                    |               |                   |
| 6 | Не веруј својим очима | Ерик Рихтер Странд | Стив Лајтфут  | 17. фебруар 2021. |
| Луиза након шокантног открића почне дубље истраживати о Дејвидовој и Аделиној прошлост те захтева истину.                                     |                       |                    |               |                   |